# Louis-Félix Guynement de Kéralio
Pour les articles homonymes, voir Keralio.
Louis-Felix Guinement, chevalier de Kéralio (né le 14 septembre 1731 à Rennes et décédé le 10 décembre 1793 à Paris) est un militaire et un académicien français. Il est l'époux de Marie-Françoise Abeille de Kéralio et le père de Louise-Félicité de Kéralio, femme de lettres, rédactrice en chef et militante républicaine.

## Famille
Louis-Felix Guinement est un fils cadet de l'écuyer François Fiacre Guinement, seigneur de Keralio et directeur du bureau des consignations de Rennes et Marguerite Rose Bodin, fille de Guillaume-Alexis Bodin, procureur au parlement et maire de Rennes en 1734. Il est le jeune frère d'Auguste,  Agathon et Alexis de Keralio.
En 1755, il a une relation avec Marie-Françoise Abeille, fille de l'ingénieur Joseph Abeille et de sa seconde épouse, Madeleine de Labat. De leurs amours naît à Paris en août 1756 Louise-Félicité de Kéralio, qui est ondoyée, puis baptisée à Valence le 19 janvier 1757. Le mariage suit de peu en février 1757. Il devient le beau-frère de Louis Paul Abeille.

## La carrière militaire
Il rejoint ses frères, Auguste de Keralio,  Agathon et Alexis au régiment d'infanterie d’Anjou comme lieutenant le 8 mars 1746 à 14 ans. Lors de la guerre de Succession d'Autriche, il participe en 1746 au siège de Tortone, à la Bataille de Plaisance et à celle du Tidone, livrée le 10 août 1746. Il déploie une valeur extraordinaire dans cette affaire provoquant le désordre, par deux fois, dans les rangs des troupes autrichiennes qui veulent lui barrer le passage de la rivière.
Il participe en 1747 à l’attaque des retranchements de Montauban et de Villefranche, puis à la prise de Montauban, de Nice, de Villefranche et de Vintimille. 
Il est réformé en 1749. Néanmoins il décide de servir à ses frais dans le régiment pendant 18 mois. Il est de nouveau intégré en 1751, puis nommé aide-major. Chargé seul en 1754 et 1755 des détails et exercices du régiment régiment d'infanterie d’Anjou, il est nommé capitaine en 1755. Dès le début de la guerre de Sept Ans, il était retiré des cadres pour une blessure alors que le régiment était en camp d’observation à Calais pendant l'été 1756.   
Louis-Félix est nommé le 25 février 1758 sous-directeur des études et professeur de tactique de l’école royale militaire de Paris.
Le 31 juillet 1759, Louis Félix est nommé aide-major de l’école militaire puis il est nommé major.  
En 1759, il est nommé aide-major général de l'infanterie et devient l'aide de camp du Maréchal de Broglie pendant les campagnes militaires en Allemagne de 1760 et 1761. À ce poste, il propose au Maréchal de Broglie de supprimer la peine de mort pour les maraudeurs de l'armée et de la remplacer par des peines plus douces mais systématiquement appliquées.
Keralio introduit une action en justice devant le roi pour faire reconnaître la paternité du canal de Bourgogne à son beau-père Joseph Abeille : un arrêt du Conseil d'État du Roi du 20 juillet 1764 met fin à la procédure en lui reconnaissant tout son mérite.
Le 21 mai 1771, Louis Félix est fait chevalier de l’ordre royal et militaire de Saint-Louis.
Il est réformé de l'école militaire en 1778. 
Louis Félix est élu premier commandant du 3e bataillon de la garde nationale – bataillon des Filles-Saint-Thomas - lors de sa création le 16 juillet 1789 et resta à sa tête jusqu'à la fin de l'année 1790 date où il se retira pour maladie. Le second commandant du bataillon fut Gabriel Tassin de l'Etang. 
Il est nommé le 25 juillet 1789 au 4e bureau des députés des districts de la garde nationale chargé de l'armement et l'habillement des troupes tant à cheval qu'à pieds et représente ce bureau au bureau central. En ce qui concerne l'habillement, il propose ainsi le 27 juillet 1789 "quant à la cocarde, la couleur blanche étant la couleur nationale, il est proposé de la faire de ruban blanc de basin, liseré bleu et rouge, pour indiquer les couleurs de la Ville."
À la tête du bataillon des Filles-Saint-Thomas, il rétablit l'ordre dans l'hôtel de Ville de Paris le 5 octobre 1789.
Il est nommé membre du comité de guerre de la convention nationale en 1792.

### Le théoricien militaire
Le comte de Gisors, fils du  maréchal de Belle-île, fut un des premiers Français qui, ayant voyagé en Prusse, rapporta dans sa patrie quelques connaissances de la tactique prussienne. Peu de temps après son retour, un mémoire imprimé à l'insu de son auteur, (Auguste de Keralio, colonel d'infanterie) qui avait accompagné le comte de Gisors dans ses voyages, donna une idée générale des manœuvres prussiennes. Cette brochure, de 56 pages, est intitulée Tactique et manœuvre des Prussiens. Elle excita l'attention et l'émulation de tous les militaires ; plusieurs cherchèrent des moyens d'obtenir les effets annoncés dans cet écrit. 
Louis-Félix enseigna aux élèves de l'école royale militaire de 1758 jusqu'en 1778 les principes qu'il s'était formé d'après l'idée générale qu'il avait reçue des manœuvres prussiennes et les élèves de cette école les firent ensuite connaître à leurs troupes. En 1769, après les avoir enseignés et fait pratiquer pendant dix ans, il crut pouvoir les publier sous le titre de Recherches sur les principes généraux de la tactique. Ce petit ouvrage fut soumis par le duc de Choiseul, à l'examen du comte de Guibert. II voulut, avec la bonté qui lui était ordinaire, en rendre au ministre un compte avantageux, et l'ouvrage fut publié.
Il enseigne ainsi la tactique militaire à une grande partie des futurs généraux et maréchaux de la Révolution et de l'Empire (Armand Samuel de Marescot, Louis-Alexandre Berthier, Jean-Baptiste Bernard de Vaublanc…). Il est très apprécié des élèves officiers et fut l'instigateur des manœuvres publiques de ces derniers au Champ-de-Mars.
Il enseigne notamment le système des tirailleurs suivi des charges à baïonnettes qui feront le succès des armées révolutionnaires . Le spectateur militaire du 1er novembre 1865 indiquait également que "le système de guerre de la République est caractérisé par l'emploi des tirailleurs en grande bande et des petites colonnes mobiles arborant la position à la baïonnette et au pas de charge, au cri de "Vive la Nation !". Dumouriez, Custine, Pichegru, Jourdan n'eurent pas d'autre tactique. Sous le règne de Louis XVI, les leçons du chevalier de Keralio, à l'école militaire de Paris avait vulgarisé cette méthode de combat parmi nos jeunes officiers. Elle était si bien appropriée au tempérament français, si facile à apprendre et si commode à pratiquer, que les fantassins improvisés de la Révolution l'adoptèrent naturellement."

### La carrière académique
Il est élu correspondant de l’Académie royale des sciences de Suède à Stockholm au début de 1774 et membre de la société patriotique d'éducation de Stockholm. Il utilisa la méthode de son collègue de l'école militaire, Nicolas Beauzée, pour apprendre les langues étrangères.
Le 28 avril 1780, Louis Félix est élu académicien associé de l’Académie des inscriptions et belles-lettres de Paris en remplacement de Paul-Gédéon Joly de Maïzeroy décédé le 7 février 1780.
Vers 1780, le chevalier de Keralio signe avec l’éditeur Panckoucke un contrat pour la direction des quatre volumes « Art militaire » de l’Encyclopédie méthodique, qui paraissent de 1784 à 1787, et dont il a composé le discours préliminaire et de nombreux articles. Il collabore à partir de 1784 au Journal des Savants.
C'est au titre de l'Académie des inscriptions et belles-lettres qu'il est membre du jury de concours en avril 1790 de directeur de l'institut des sourds et des aveugles après le décès de l'abbé de l'Epée. Le jury comprend l'abbé Barthélemy, La Harpe, Marmontel et Condorcet. Le jury propose l'abbé Sicard à Louis XVI.
Il collabore aux journaux édités par sa fille, Louise-Félicité de Kéralio, dès le 13 août 1789. Membre du club de 1789 et n'adhérant pas à la radicalisation des idées de sa fille il arrête sa collaboration politique après la fusillade du Champ-de-Mars du 17 juillet 1791.

## Sa devise
Vivre libre ou mourir. Il impose cette devise au bataillon des Filles-Saint-Thomas en septembre 1789 ; celle-ci devient alors l'une des devises la plus connue issue de la révolution française.
Blason : de sable à trois rencontres de cerf d'argent.

## Œuvres et traductions
- « Projet d'évolution présenté au comte d'Argenson", 1750.
- « Projet d'un ouvrage sur l'art de la guerre à l'usage des élèves de l'École royale militaire » 1756.
- « Mémoire concernant l'École royale militaire », non daté.
- « Règlement pour l'infanterie prussienne », traduction, 1757.
- « Éléments de l'art de la guerre », 1761.
- « Recherches sur les principes généraux de la tactique », 1769.
- « Collection de différents morceaux sur l’histoire naturelle et civile du Nord et sur l’histoire naturelle en général », traduction, 1763.
- « Voyages en Sibérie, contenant la description des mœurs et des usages des peuples, les noms des rivières, la situation des montagnes », traduction 1767.
- « Les penchants de la nature », 1768, discours qui obtient l'accessit à l'académie du prix de l'académie royale des belles-lettres de Prusse.
- « L’histoire naturelle des glacières de Suisse », traduction, 1770.
- « Observations élémentaires pour la tactique moderne », 1771.
- « Recherches sur les premiers fondements généraux de la tactique », 1771.
- « Mémoires de l’académie des Sciences de Stockholm concernant l’histoire naturelle, la physique, la médecine, l’anatomie, la chimie, l’économie, les arts… », traduction, 1772.
- « Recueil de lettres de S.M le Roi de Prusse pour servir à l'histoire de la dernière guerre », 1772.
- « Relation de la bataille de Rosbach », 1772.
- « Histoire de la guerre entre la Russie et la Turquie, et particulièrement de la campagne de 1769 », traduction, 1773.
- « Théorie complète de la construction et de la manœuvre des navires », publication en français en 1773 avec la collaboration de Leonhard Euler.
- « Histoire de la guerre des russes et des impériaux contre les turcs de 1736 à 1739 », traduction, 1777.
- « Guerre des Dunes », récit de bataille, 1780.
- « Mémoire sur l’origine du peuple suédois », discours, 1782.
- « Principes d'artillerie commentés par Euler», traduction d'un ouvrage de Robins, 1783.
- « Mémoire sur les lois et usages militaires des Grecs et des Romains », discours, 1784.
- « Mémoire abrégé sur l’armée de France, pour être joint au tableau comparatif des armées de France, impériale et prussienne », 1787
- « Dictionnaire d'art militaire », 4 volumes, 1787.
- « De la connaissance que les anciens ont eu des pays du Nord de l’Europe », 1793.
- « Discours sur l’amour de la patrie », traduction, 1789.
- « De la constitution militaire », 1789.
- « De la liberté d’énoncer, d’écrire et d’imprimer la pensée », 1790.
- « De la liberté de la presse », 1790.
- « Le jugement d'Uriel, dialogue... », 1794 (paru dans le Mercure national an II de la République).
- « L'edda ou la mythologie septentrionale », traduction.
- « Extrait de l'histoire naturelle du renne », traduction.